# 古斯塔夫三世閣樓
古斯塔夫三世閣樓（瑞典語：Gustav III:s paviljong）是瑞典的王宮之一，位於斯德哥爾摩以北2公里處的索爾納市哈加公園。這座建築是18世紀北歐新古典主義建築的代表之一。這座建築修建於1787年。